# Orthanthera gossweileri
Orthanthera gossweileri là một loài thực vật có hoa trong họ La bố ma. Loài này được C.Norman mô tả khoa học đầu tiên năm 1929.